# Groń (Czorsztyn Pieninen)
Die Groń ist ein Berg in den polnischen Mittleren Pieninen, einem Gebirgszug der Pieninen, mit 743 Metern Höhe. Sie ist der höchste Berg der Czorsztyner Pieninen. Der Gipfel liegt ungefähr 200 Meter über dem Tal des Dunajec.

## Lage und Umgebung
Die Groń liegt im Hauptkamm der Pieninen. Südöstlich des Gipfels liegt der Dunajec-Durchbruch, nördlich liegt das Tal der Krośnica.

## Etymologie
Der polnische Name Groń lässt sich als Bergrücken übersetzen.

## Tourismus
Der Gipfel liegt im Pieninen-Nationalpark in einem streng geschützten Bereich. Er ist für Wanderer nicht zugänglich.

## Panorama

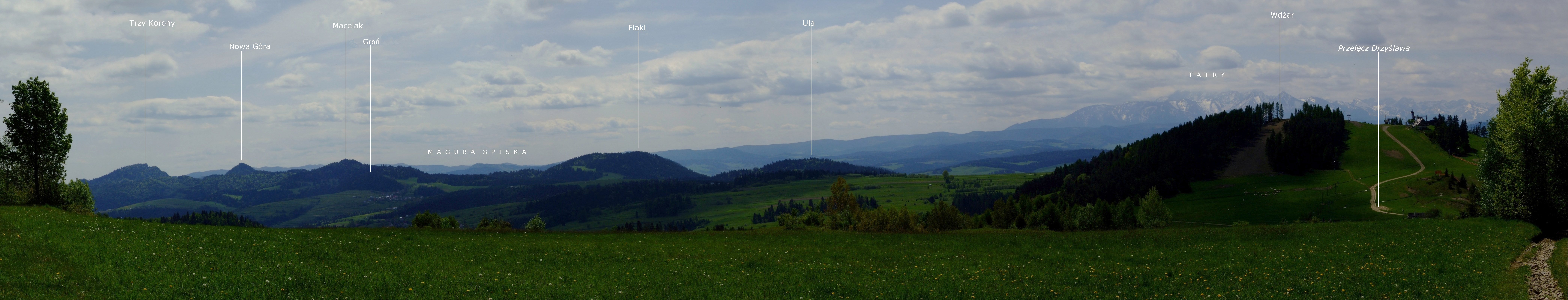
Blick von den Gorce